# 2016년 하계 올림픽 육상 남자 마라톤
2016년 하계 올림픽 남자 마라톤은 올림픽 마지막 날인 8월 21일 삼보드로무에서 열렸다.

## 결과
| 순위 | 이름                    | 국적       | 기록    | 비고 |
| ---- | ----------------------- | ---------- | ------- | ---- |
| 1    | 일리우드 킵초게         | 케냐       | 2:08:44 |      |
| 2    | 페이사 릴레사           | 에티오피아 | 2:09:54 |      |
| 3    | 게일런 루프             | 미국       | 2:10:05 |      |
| 4    | 기르메이 게브레슬라시에 | 에리트레아 | 2:11:04 |      |
| 5    | 앨펀스 심부             | 탄자니아   | 2:11:15 |      |
| 6    | 재러드 워드             | 미국       | 2:11:30 |      |
| 7    | 타데세 아브라함         | 스위스     | 2:11:42 |      |
| 8    | 솔로몬 무타이           | 우간다     | 2:11:49 |      |
| 9    | 캘럼 호킨스             | 영국       | 2:11:52 |      |
| 10   | 에릭 길러스             | 캐나다     | 2:12:29 |      |
|      |                         |            |         |      |
| 139  | 다키자키 구니아키       | 캄보디아   | 2:45:55 |      |

## 범례
|  | 세계 신기록                  |  |                   | 아프리카 신기록 |                      | Q | 예선 통과 |
|  | 올림픽 신기록                |  | 북아메리카 신기록 | DNS             | 경기를 시작하지 않음 |   |           |
|  |                              |  | 아시아 신기록     | DNF             | 경기를 마치지 않음   |   |           |
|  | 국가 신기록                  |  | 유럽 신기록       | DSQ             | 실격                 |   |           |
|  | 개인 최고 기록 (개인 신기록) |  | 오세아니아 신기록 | WD              | 기권                 |   |           |
|  | 시즌 최고 기록 (시즌 신기록) |  | 남아메리카 신기록 | NM              | 기록 없음            |   |           |